# Bonifaci II de Montferrat
Bonifaci II de Montferrat   (Asti, 1202 (Gregorià) - Moncalvo, 12 de juny de 1253 (Gregorià)), anomenat El Gegant, fou marquès de Montferrat del 1225 al 1253. L'emperador del Sacre Imperi Romanogermànic li va concedir els drets a la titularitat del Regne de Tessalònica, que el darrer rei, Demetri de Montferrat, li havia traspassat quan va ser desposseït dels seus dominis. Durant la seva vida va estar implicat en diverses aliances i guerres que van ser causades per la voluntat de l'emperador d'unir el Ducat de Savoia, el Marquesat de Montferrat i el Marquesat de Saluzzo per formar un estat fronterer fidel a la seva causa.

## Entre la lliga llombarda i l'emperador
Bonifaci era el fill primogènit de Guillem VI de Montferrat i de la seva esposa Berta de Clavesana. Va substituir el seu pare en el govern del Marquesat de Montferrat quan aquest va marxar a territori grec el 1225 amb un grup de croats. La primavera del 1226, amb la mort de Guillem VI, va ser marquès de ple dret.
Bonifaci va fer un pacte amb el seu cosí, Manfred III de Saluzzo, segons el qual si un dels dos moria sense tenir hereus l'altre heretaria els seus dominis. Això va servir per evitar una guerra civil en la qual l'emperador Frederic II del Sacre Imperi Romanogermànic, que no tenia bona relació amb Bonifaci, hauria sortit guanyant. Bonifaci no havia pogut afrontar els deutes que el seu pare tenia amb l'emperador i el 1226, sota l'amenaça de caure en desgràcia amb Frederic, es va unir a la Lliga Llombarda, formada per ciutats rebels a l'emperador. Malgrat que el papa Honori III va fer de mediador en el conflicte, els dos homes mai van arribar a confiar l'un en l'altre.
Vers el 1228, Bonifaci va negociar un compromís matrimonial amb el casal de Savoia. Va proposar casar-se amb Margarida, filla d'Amadeu IV de Savoia, però l'avi d'ella Tomàs I va rebutjar la proposta per ser la núvia massa jove i es va deixar per més endavant. El matrimoni es va celebrar el desembre del 1235 a Chivasso. Sembla que Amadeu va arribar a una entesa amb Bonifaci segons la qual Bonifaci seria hereu dels territoris alpins si entre els Savoia no hi havia cap descendent. Aquest pacte, però, es va trencar posteriorment.
La seva preocupació era envers la ciutat d'Alessandria, contra la qual va estar lluitant durant anys i el 1227 va fer una aliança amb la ciutat d'Asti per tal de lluitar junts contra els habitants d'Alessandria. En suport d'Alessandria estava la lliga i Milà. El 1230, després d'haver perdut diverses places fortificades, Bonifaci va quedar totalment derrotat i es va veure forçat a sotmetre's a les exigències de la lliga. Quan va provar per segona vegada de conquerir Alessandria, ajudat pels Saluzzo i els Savoia, l'exèrcit de Milà va atacar Chivasso. El setge es va perllongar durant quatre mesos i els intents de Bonifaci per expulsar els assetjants van fracassar cada vegada. Chivasso va capitular el 5 de setembre del 1231 i no va tornar a mans de Bonifaci fins que aquest, al cap d'un any, va acceptar la derrota i les condicions dels vencedors.

## El títol de rei de Tessalònica
Després de la ruptura de relacions amb els Saluzzo i els Savoia, li van prohibir durant un temps veure la seva esposa, a la qual van retenir quan va anar a fer una visita al Piemont. Va ser llavors que Bonifaci va decidir canviar la seva fidelitat envers la va família de la seva dona per la fidelitat cap a l'emperador. Bonifaci va escortar l'emperador en els seus viatges per Itàlia i el 1239, Frederic li va conferir la titularitat del Regne de Tessalònica, que havia estat fundat pel seu avi Bonifaci I de Montferrat, el títol l'havia heretat el seu fill Demetri, oncle de Bonifaci II, el qual va passar els drets del títol a l'emperador alemany per haver-lo acollit quan el 1230 li van arrabassar les terres. Aquesta situació amistosa amb l'emperador no va durar gaire; el 1243, els membres de la facció contrària a l'emperador, els güelfs el van atreure cap a la seva causa. El 1245, quan Frederic va visitar Torí, Bonifaci va anar al seu encontre i li va demanar perdó. Frederic el va tornar a acollir entre els seus. Per aquesta època va morir el seu parent Manfred de Saluzzo i, seguint la darrera voluntat del difunt, a Bonifaci se li va confiar la custòdia del jove hereu, Tomàs, i de la seva germana Alasia.
Les contínues maniobres polítiques de Bonifaci van ser una resposta al creixent poder d'Amadeu de Savoia i, sobretot, a la decisió imperial de crear un estat satèl·lit al Piemont, format pel territori dels Savoia, els Saluzzo i els Montferrat. La mort de Frederic, esdevinguda el 1250, va portar un breu respir en les tensions creades a la zona. La calma li va permetre dedicar més temps als assumptes interns del marquesat. A Roma, el successor de Frederic, Conrad IV, li va fer donació d'unes terres adjacents, en concret la ciutat de Casale Monferrato. El 4 de maig del 1253, es feia efectiva la transmissió de la titularitat de Casale i el 12 de maig va morir a Moncalvo, només unes hores després d'haver dictat testament.
Bonifaci va ser sepultat a l'abadia de Lucedio, en el municipi de Trino.

## Descendència
Amb la seva esposa Margarida va tenir:
- Alessia —també anomenada Alessina, Adelaide, Adelheid—, (1240 – 1285), que es va casar amb Albert I, duc de Brunswick-Lüneburg, i en segones núpcies amb Gerhard I, comte de Holstein-Itzehoe.
- Guillem, (1243 – 1292) que va ser marquès de Montferrat.